# Мірошниченко Олексій Валентинович
Олексій Валентинович Мірошниченко (нар. 15 грудня 1958, смт Красний Кут, Антрацитівський район, Луганська область) — Президент Конфедерації роботодавців України. Член колегій Міністерства соціальної політики України та Державної служби України з питань праці.

## Біографія
У 1981 році закінчив Київський інженерно-будівельний інститут, за спеціальністю прикладна геодезія, у 1998 році — Київську Вищу Банківську школу Міжнародного центру ринкових відносин і підприємництва. Після закінчення інституту, з 1981 по 1984 рік працював виконробом будівельно-монтажного управління тресту «Київпідземшляхбуд-2».
У 1984–1993 роках служив у лавах МВС України.
У 1993–1999 роках обіймав посади виконавчого директора, віце-президента Українського союзу промисловців і підприємців.
1999–2000 роки — керівник групи помічників і експертів служби Першого віце-прем'єр-міністра України
2000–2001 роки — віце-президент Українського союзу промисловців і підприємців.
З травня 2001-го по листопад 2002 року — керівник Служби Прем'єр-міністра України.
2002–2003 роки — обіймав посаду голови Федерації роботодавців України.
З січня 2004 по 2006 рік — Голова підприємства «Мелена».
З липня 2006 по грудень 2021 року - виконавчий Віцепрезидент Конфедерації роботодавців України.
У грудні 2021 року обраний Президентом Конфедерації роботодавців України.

## Громадська діяльність
- З серпня 2007 по червень 2008 року — Співголова Національної тристоронньої соціально-економічної ради (від всеукраїнських об'єднань організацій роботодавців), а з серпня 2009 року — по січень 2016 року заступник Співголови
- З січня 2016 року по грудень 2016 р. — Співголова Національної тристоронньої соціально-економічної ради (від всеукраїнських об'єднань організацій роботодавців)
- З квітня 2008 по березень 2009 року — Голова Правління Фонду соціального страхування з тимчасової втрати працездатності
- З липня 2009 по грудень 2010 року — Голова Спільного представницького органу сторони роботодавців на національному рівні, а з грудня 2010 року по лютий 2017 року — Перший заступник Голови Спільного представницького органу сторони роботодавців на національному рівні.
- З листопада 2011 року по вересень 2016 року — заступник Голови Ради Федерації роботодавців України.
- У червні 2014 року обраний Президентом Інституту професійних кваліфікацій.
- З червня 2016 року по червень 2017 р. — Голова правління Фонду загальнообов'язкового державного соціального страхування України на випадок безробіття (від сторони роботодавців).
- Є членом колегій Міністерства соціальної політики України та Державної служби України з питань праці.
- Член Ради з питань розвитку професійної (професійно-технічної) освіти при Президентові України.

## Нагороди
- Заслужений економіст України.
- У 2004 році захистив кандидатську дисертацію на тему: "Методологічні проблеми удосконалення системи соціального партнерства в Україні".
- Відзначений Почесними грамотами Кабінету Міністрів України.
- У 2004 році захистив кандидатську дисертацію на тему: «Методологічні проблеми удосконалення системи соціального партнерства в Україні».
- У жовтні 2012 року за «особливі заслуги перед Україною» нагороджений орденом «За заслуги» III ступеня.

## Сім'я
Одружений, має доньку.

## Інтереси
Захоплюється подорожами, більярдом, гольфом.